# 普林斯顿站 (伊利诺伊州)
普林斯頓站（英語：Princeton station）為位於芝加哥西郊普林斯頓市的一座火車站。始建於1911年，曾經是芝加哥，伯靈頓和昆西鐵路的一座客運站。
該站于1998年整修后重新開放，共有側式月臺兩座。現有三對開往舊金山，洛杉磯及昆西市的美國國鐵客運列車經停此站。2011財年共有33,678人次在此站上車。

## 外部連結
- City of Princeton - Amtrak Depot （页面存档备份，存于）
- Amtrak - Stations - Princeton, IL
- Princeton Amtrak Station (USA Rail Guide -- Train Web) （页面存档备份，存于）

41°23′07″N 89°28′01″W / 41.3852°N 89.4669°W